# Jonglei
Jonglei (in arabo جونقلي‎?, a volte anche chiamato Junqali) è uno dei dieci stati del Sudan del Sud, dove la guerra civile ebbe inizio nel 1983.
Il governatore attuale è Denay Jock Chagor, membro dell'Alleanza di opposizione del Sud Sudan, e Antipass Nyok Kucha è il suo vice.
Lo stato di Jonglei tra il 2011 e il 2015 era diviso in 11 contee: Bor Sud, Twic Est, Duk, Akobo, Nyirol, Uror, Pibor, Pochalla, Ayod, Khorfulus e Fangak. Ognuna di esse è governata da un commissario. In seguito al ripristino della suddivisione amministrativa in 10 stati del 2020, lo stato di Jonglei ha ceduto circa un terzo del suo territorio all'area amministrativa di Pibor.
La parola "Jonglei" deriva dal dialetto della gente Dinca Bor di Nyarweng, nel periodo in cui la zona era indirettamente governata dai Britannici. All'epoca non ci si riferiva ai britannici come persone di razza bianca ma piuttosto al "Dio Bianco" o "Jonglei". Il Jonglei a cui ci si riferisce in questo caso era la persona di razza bianca che morì e fu sepolta in una località conosciuta con il nome di Duk Padie.

## Geografia
Lo stato copre una superficie di 80.926 km² e nel 2010 aveva una popolazione di 1.228.824 persone. Ha per capitale la città di Bor. Le città più importanti sono: Ayod, Akobo, Waat, Boma, Kolnyang (MonychiekDeng), Panyagoor (Mabior), Malek, Pariak, Makuac, Baidit (Padak), Yomciir, Anyidi, Jalle e Kaphat.
I fiumi principali sono il Nilo Bianco, che scorre nella parte occidentale dello stato, e il fiume Pibor, che scorre nella parte centro orientale.

## Economia
L'economia dello stato dipende principalmente dall'allevamento di bestiame e dall'agro-pastorizia. L'allevamento viene svolto insieme alla pesca, principalmente sul Nilo Bianco, e a una agricoltura dipendente dalla stagione delle piogge.
Le principali strutture sanitarie ed educative dello stato si trovano a Bor.